# Cá mập Epaulette
Cá mập Epaulette, tên khoa học Hemiscyllium ocellatum, là một loài cá mập hàm. Loài cá mập này sinh sống ở vùng nước cạn dưới đáy đại dương khu vực nhiệt đới Australia và New Guinea và có thể cả khu vực khác nữa. Thay vì bơi, chúng di chuyển bằng cách luồn lách cơ thể và đẩy hai chiếc vây có hình dáng như mái chèo. Loài cá này tiến hóa để thích nghi với hoạt động về đêm, chúng có thể tăng lượng máu cho não và đóng lại các chức năng thần kinh không cần thiết, nhờ đó có thể sống sót hàng giờ trong điều kiện không có oxy.

## Hình ảnh

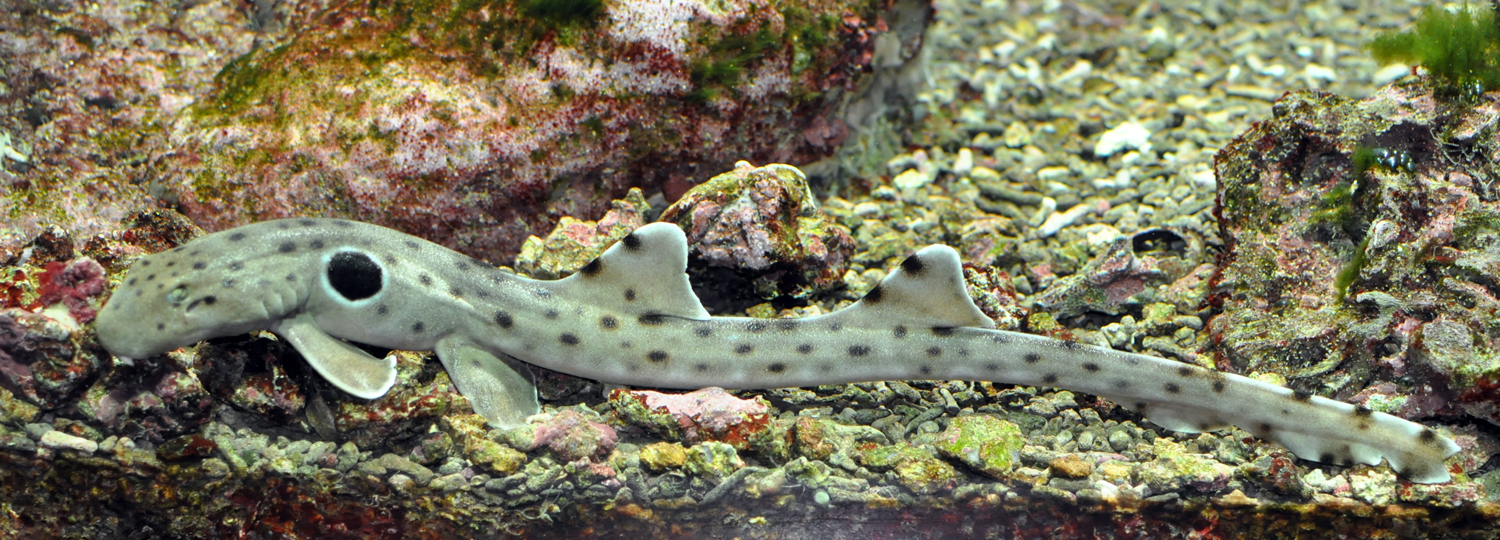
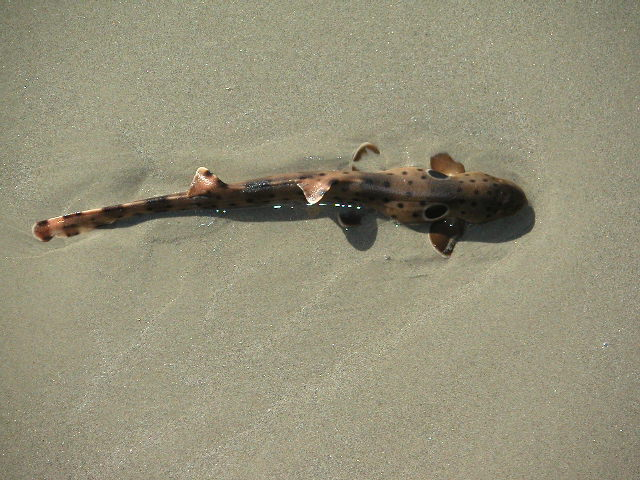
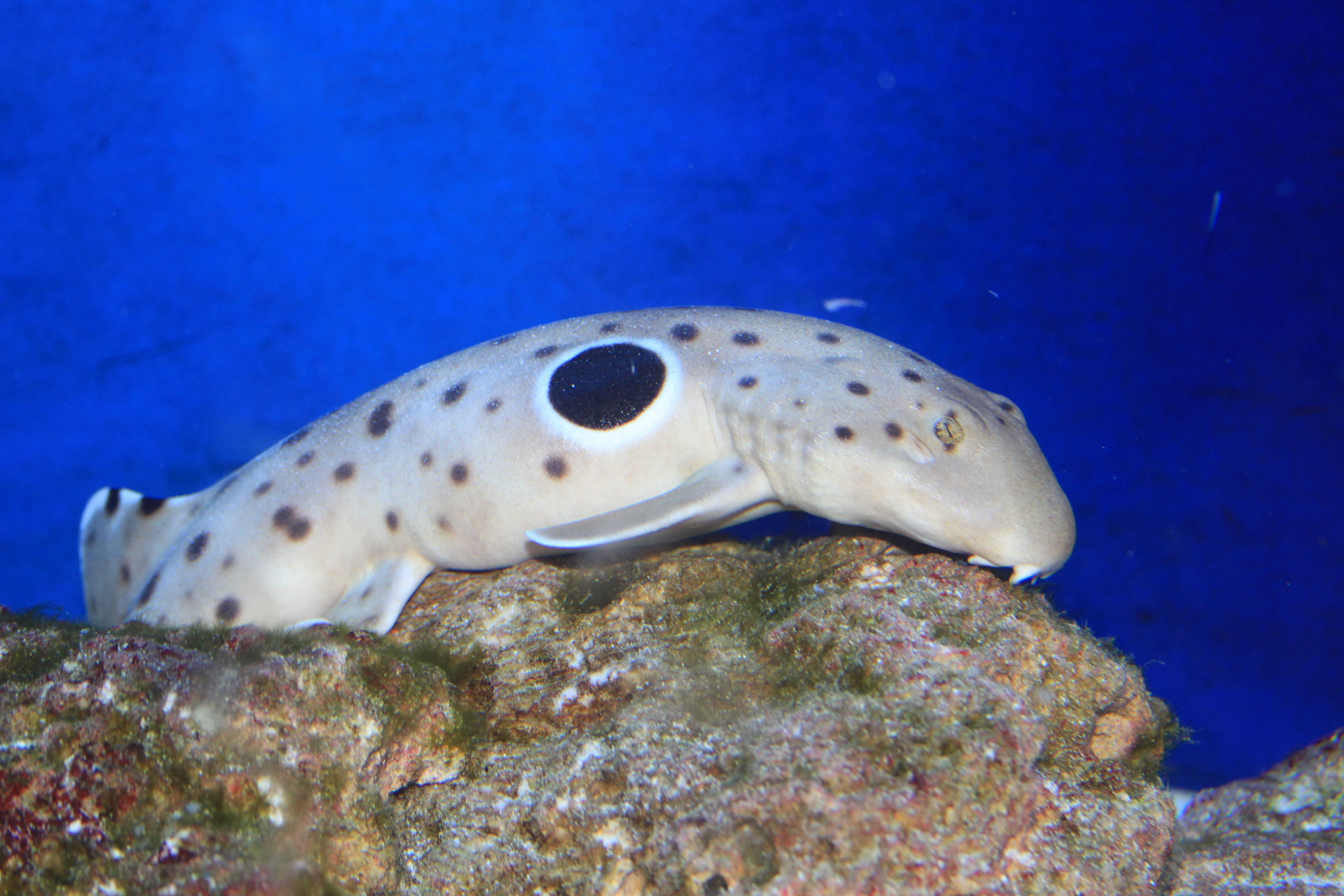
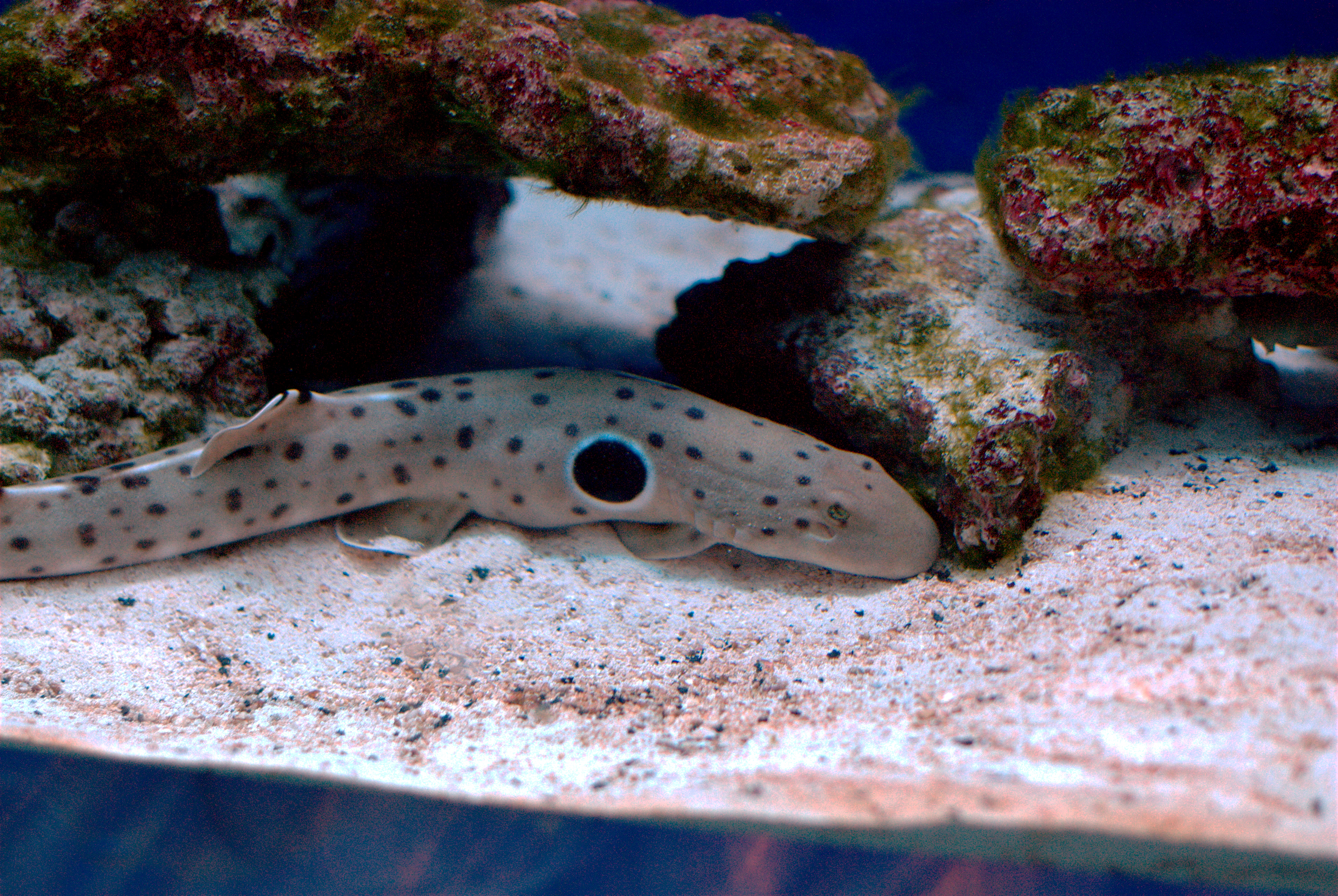